# 李爱珍
李爱珍（1936年—），中国福建省石狮市永宁镇港边村人，为中国科学院上海微系统与信息技术研究所研究员。从事着半导体材料及物理研究。

## 生平
1954年，李爱珍毕业于泉州市第一中学。1958年毕业于复旦大学。2007年5月1日李爱珍当选美国国家科学院外籍院士。
有消息称从1999起数次申请成为中国科学院和中国工程院院士，而未入选。她是唯一一位不是中国科学院院士而当选为美国国家科学院外籍院士的中国科学家。